# Avitta longicorpus
Avitta longicorpus là một loài bướm đêm trong họ Noctuidae.